# Alex Arrate
Pour les articles homonymes, voir Arrate (homonymie).
Pas d'image ? Cliquez ici

a Compétitions nationales et continentales officielles uniquement.

b Matchs officiels uniquement.
Dernière mise à jour le 7 juin 2024.
Alex Arrate, né le 24 juin 1997 à Bordeaux, est un joueur français de rugby à XV évoluant au poste de centre ou demi d’ouverture.

## Carrière
Alex Arrate débute le rugby à l'AS Mérignac avant de rejoindre le Biarritz olympique à l'âge de 10 ans, où il fait ses débuts en équipe première an août 2015 à Montauban après avoir disputé la finale du championnat de France Crabos la saison précédente. Malgré plusieurs blessures sérieuses, il parvient à disputer 20 matchs lors de ses deux premières saisons au BO puis la Coupe du monde des moins de 20 ans.
En décembre 2017, le Stade français annonce sa signature pour trois saisons. Il prolonge son contrat pour deux années supplémentaires en décembre 2020.
En mars 2023, il s'engage pour trois saisons au RC Vannes.

## Palmarès
- Finaliste du championnat de France Crabos : 2015[7]
- Vainqueur des jeux olympiques de la jeunesse 2014[8]
- Champion d'Europe -18 ans : 2015
- RC Vannes
  - Vainqueur du Championnat de France de 2e division en 2024

## Sélections
- Équipe de France -18 ans
- Équipe de France -20 ans[9]